# Locana
Locana (Locan-a in piemontese, Lukënna in francoprovenzale) è un comune italiano di 1 294 abitanti della città metropolitana di Torino situato in Valle Orco, in Piemonte.

## Geografia fisica
Locana è situata a circa 62 chilometri a nord di Torino. Il paese si trova al centro della valle Orco, a un'altitudine media di 613 m s.l.m. Consta di quasi cento frazioni e con i suoi 132,8 km²  è il comune più esteso della città metropolitana di Torino.
A nord confina con la Valle d'Aosta, a sud con le Valli di Lanzo, a ovest con Noasca, ad est con Ribordone e a sud–est con Sparone. Il punto più basso del comune si trova a 545 m s.l.m., mentre il più alto è la Torre del Gran San Pietro, che raggiunge un'altitudine di 3692 metri e fa parte della cosiddetta catena degli Apostoli nel Gruppo del Gran Paradiso. Locana è lambita a sud dal fiume Orco ed è sovrastata dal Monte Arzola (m 2158). La zona settentrionale del territorio è ricca di laghi alpini e ghiacciai.

## Società

### Evoluzione demografica
Locana conta (anno 2021) 1 453 abitanti (locanesi), ma alla fine del XIX secolo superava abbondantemente le 6 000 unità.
Abitanti censiti

## Monumenti e luoghi d'interesse

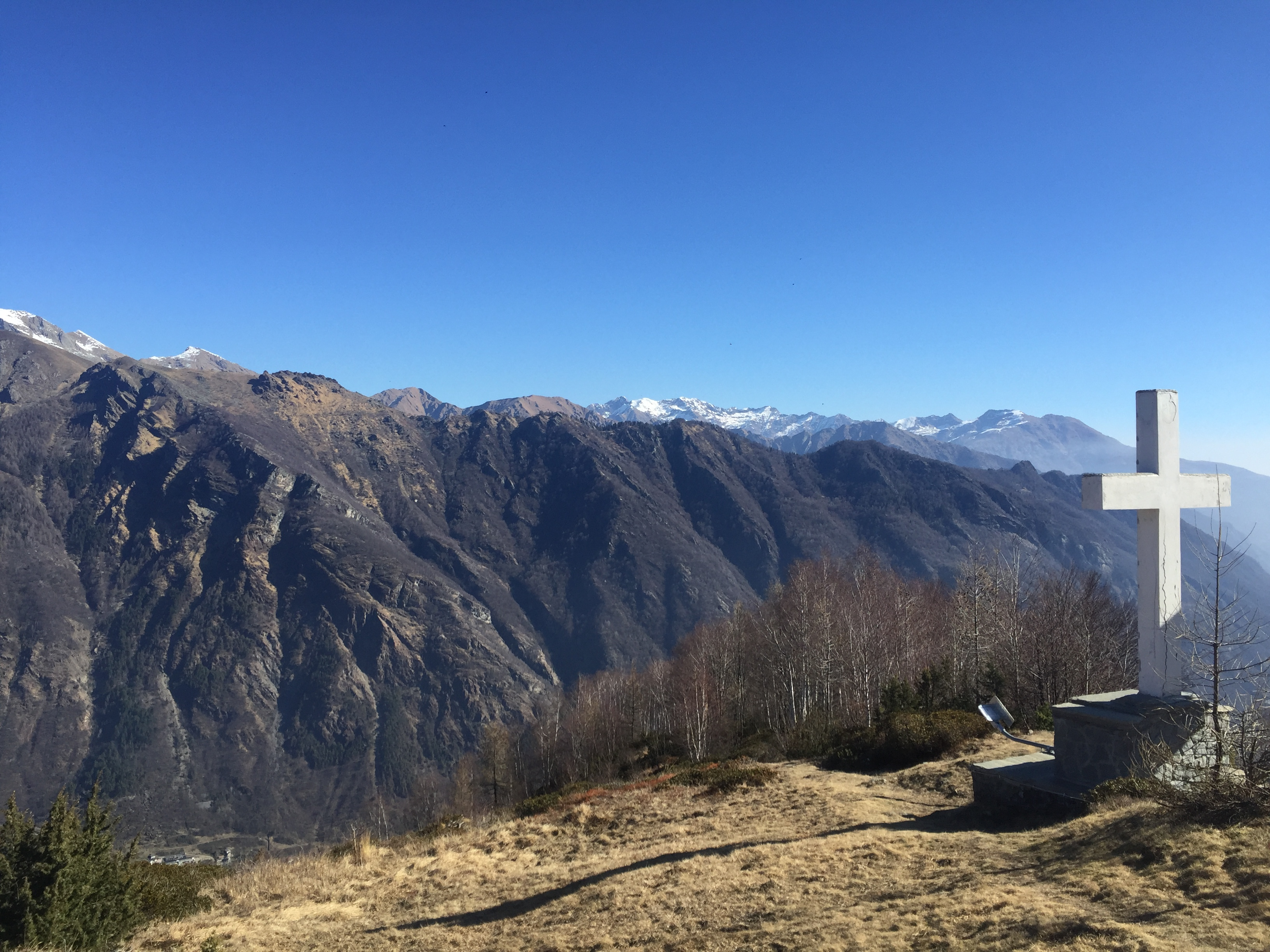
Locana - Croce del Faggio

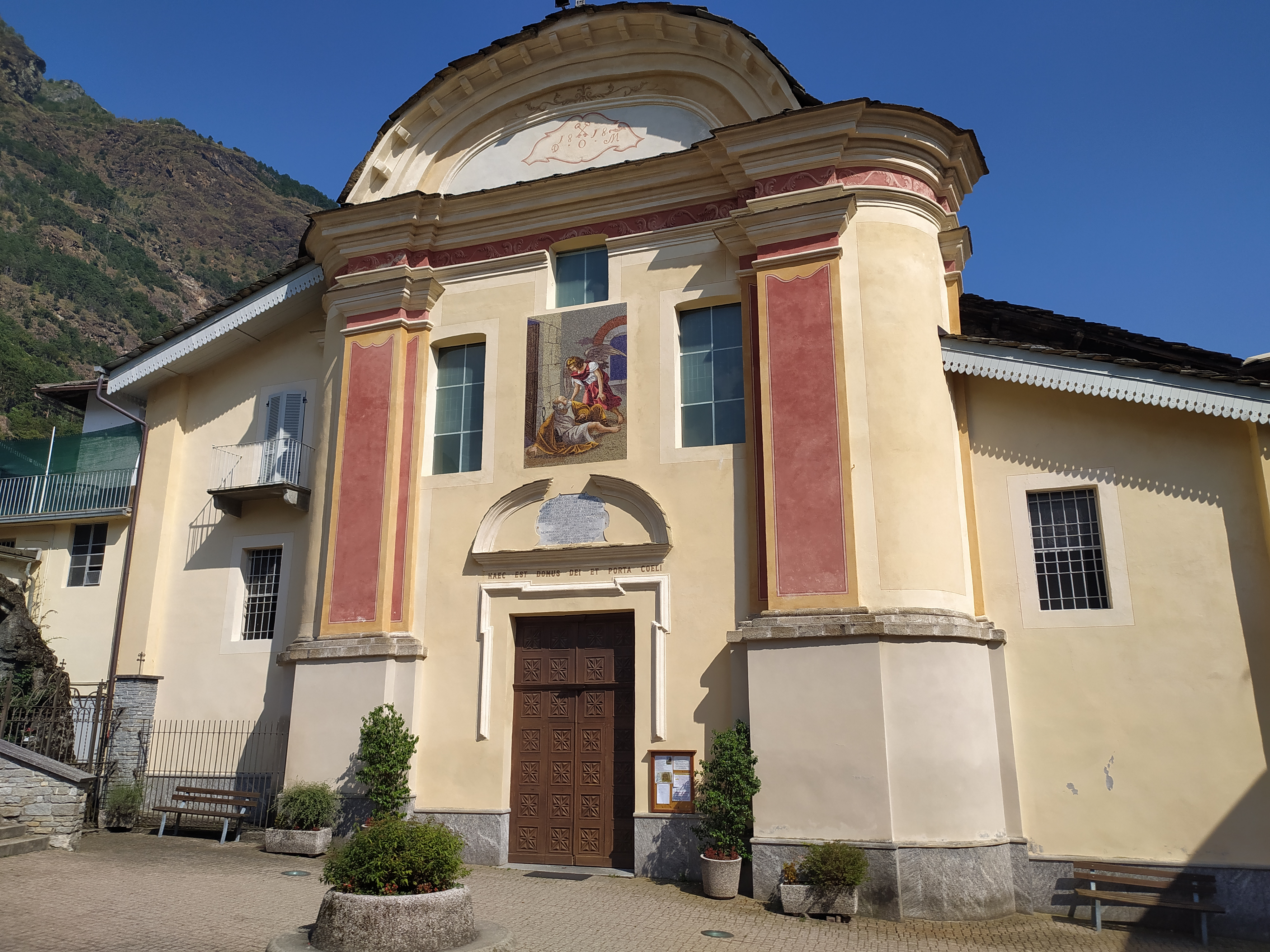
Chiesa S.Pietro in Vincoli

Una parte del territorio comunale è compresa nel Parco nazionale del Gran Paradiso.
A Rosone, a pochi chilometri da Locana, risalendo la S.S. 460 sulla sinistra orografica del torrente Orco, inizia il vallone di Piantonetto, da cui, a monte, si diparte il vallone di Valsoera mentre il principale prosegue fino al lago di Teleccio e oltre. Si tratta di aeree geografico-paesaggistiche degne di nota per la presenza di gruppi montuosi imponenti come i tre Becchi della Tribolazione, la Roccia Viva, la Testa di Money, il Gran San Pietro, la Punta Ondezana, il Becco di Valsoera, le Uje di Ciardoney. Poco prima di Rosone (destra S.S 460), a Cussalma, si diparte il vallone del rio Eugio delimitato dalla Punta Gialin e dal Moncimour
La zona è ricca di percorsi naturalistici ed è percorsa dal alcune tappe della G.T.A. (Grande Traversata delle Alpi) e dell'A.V.C (Alta Via del Canavese), di recente sistemazione, che permettono trekking di più giorni, essendo dotati di rifugi e di bivacchi.
Sul versante orientale (destra orografica dell'Orco) si trovano i valloni di Cambrelle-Pratofiorito con l'Uja di Bellavarda, il Tovo, Punta Cia, e quello del rio Vallungo con la Cima dell'Angiolino. A 1410 metri s.l.m. e oltre, si trova invece la zona della stazione sciistica della Cialma, riattivata nel 2008 dopo un lungo periodo di abbandono.
L’ambiente comprende abbondanti pascoli e boschi centenari; la fascia settentrionale, con il suo contesto paesaggistico, rientra nel territorio del Parco Nazionale del Gran Paradiso.
Altra località caratteristica è la cosiddetta Crus dal fòo (croce del faggio), situata a monte della frazione Piandemma. Presso la croce omonima, eretta al posto di un centenario e colossale faggio abbattuto dalle intemperie che rappresentava un riferimento nello scenario alpino per la popolazione, si celebra ogni anno in agosto una messa a ricordo di tutti i caduti in montagna.
La stazione sciistica dell'Alpe Cialma è facilmente accessibile dai maggiori centri della pianura (Cuorgnè a 20 km, Ivrea a 40 km, Torino a 60 km).
È possibile praticare sci (anche in notturna), scialpinismo, e percorrere i sentieri con racchette da neve.
Di interesse storico sono i ponti romanici (ottimamente conservati e fruibili) nelle frazioni vicino al paese e le chiese storiche che si possono visitare (come quella di San Pietro in Vincoli, nel centro storico, con la sua torre campanaria medioevale). Sopra la frazione Praie è meta di escursioni la casaforte dei Pianit.

## Cultura

### Eventi
La festa più sentita e partecipata è la celebrazione della Madonna del Cantellino (Natività di Maria Vergine) che viene celebrata nella prima domenica di settembre, mentre la festa del patrono è la ricorrenza di S. Pietro in Vincoli.
Si svolge inoltre la Festa della Montagna durante la metà di luglio. Il pellegrinaggio al Santuario di Sant'Anna (1481 s.l.m.) in località Meinardi, sopra la frazione Fey, ha luogo l'ultima domenica di luglio.
Da dicembre a gennaio, durante il periodo natalizio, è possibile visitare in frazione Chironio innumerevoli presepi costruiti con materiali diversi.

## Geografia antropica
Locana conta 92 borgate storiche , tra cui: Bardonetto, Boschietto, Balmella, Bosco, Bovior, Cambrelle, Casetti, Chironio, Corale, Costa Bugni, Derasso, Fey, Foere, Fornello, Fornolosa, Gavie, Ghiglieri, Gurgo, Gascheria, Molera, Montepiano, Montigli, Mugelle, Piandemma, Piatour, Porcili, Praie, Pratolungo, Ricovero, Rocci, Roncore Superiore e Inferiore, Rosone, San Giacomo, San Lorenzo e Serlone. Il nucleo abitato centrale, comprendente la chiesa parrocchiale, il municipio, l'ufficio postale ed altri servizi viene definito dai locali la Villa.
La frazione di Fornolosa, per la particolare conformazione delle montagne che la circondano, ha la caratteristica di non essere illuminata dal sole per quasi quattro mesi, dalla fine di ottobre alla metà di febbraio dell'anno successivo.

## Amministrazione
Di seguito è presentata una tabella relativa alle amministrazioni che si sono succedute in questo comune.
| Periodo          | Periodo          | Primo cittadino           | Partito                           | Carica      | Note   |
| ---------------- | ---------------- | ------------------------- | --------------------------------- | ----------- | ------ |
| 20 giugno 1985   | 7 giugno 1990    | Albino Bellino            | Democrazia Cristiana              | Sindaco     | [ 13 ] |
| 7 giugno 1990    | 24 aprile 1995   | Albino Bellino            | Democrazia Cristiana              | Sindaco     | [ 13 ] |
| 24 aprile 1995   | 23 febbraio 1999 | Pierdomenico Guglielmetti | -                                 | Sindaco     | [ 13 ] |
| 23 febbraio 1999 | 14 giugno 1999   | Antonio Materia           |                                   | Comm. pref. | [ 13 ] |
| 14 giugno 1999   | 14 giugno 2004   | Albino Bellino            | lista civica                      | Sindaco     | [ 13 ] |
| 14 giugno 2004   | 8 giugno 2009    | Giovanni Bruno Mattiet    | lista civica                      | Sindaco     | [ 13 ] |
| 8 giugno 2009    | 26 maggio 2014   | Giovanni Bruno Mattiet    | lista civica                      | Sindaco     | [ 13 ] |
| 26 maggio 2014   | 27 maggio 2019   | Giovanni Bruno Mattiet    | lista civica Uniti per continuare | Sindaco     | [ 13 ] |
| 27 maggio 2019   | in carica        | Mauro Peruzzo Cornetto    | lista civica                      | Sindaco     | [ 13 ] |

### Altre informazioni amministrative
Il comune fa parte dell'Unione Montana Gran Paradiso.

## Sport

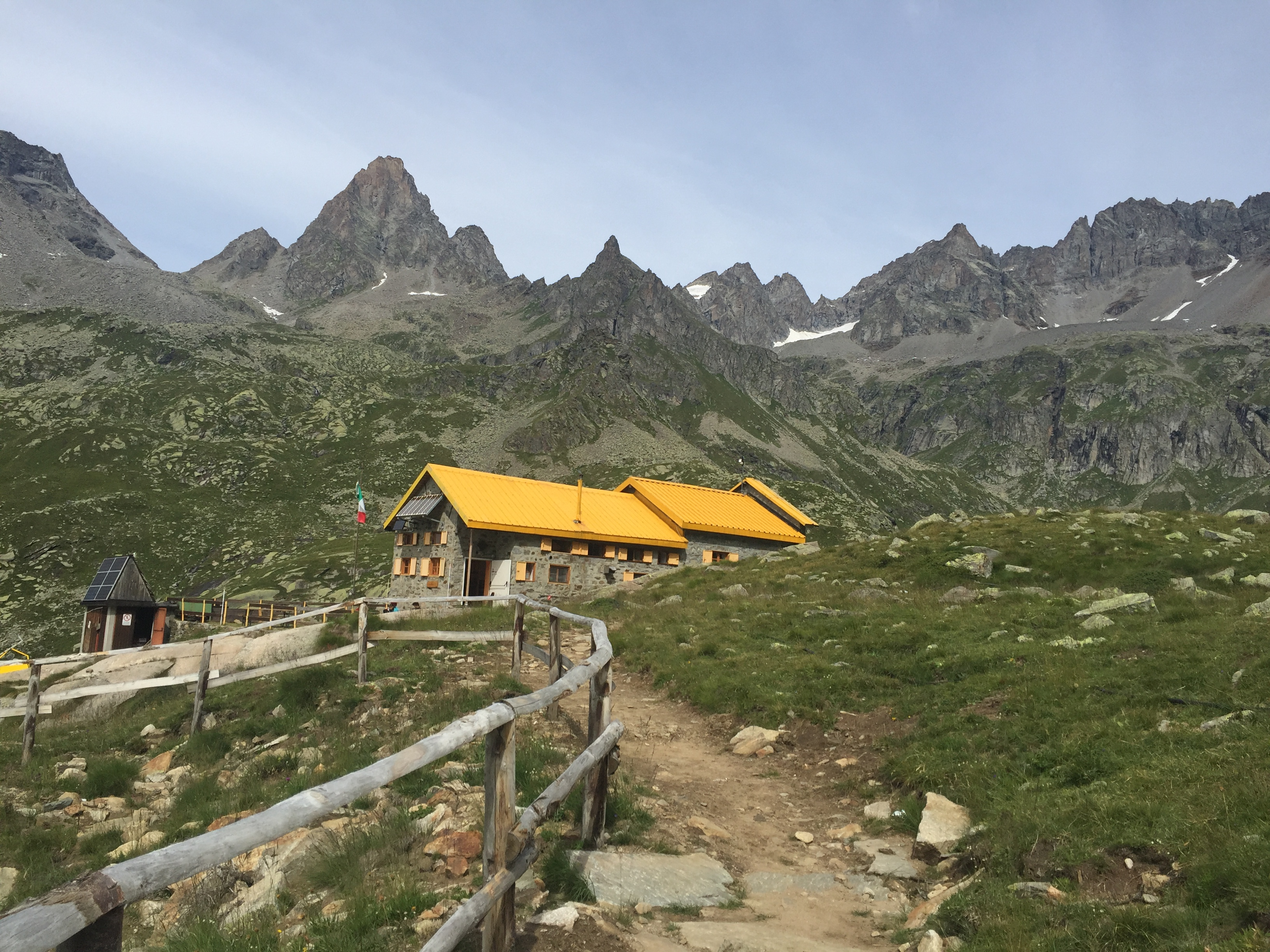
Rifugio Pontese nel Vallone di Piantonetto

È praticabile in tutta la valle Orco e in particolare nel torrente Vallungo l'attività sportiva del canyoning (torrentismo). Il percorso da Balmella a Vernè passando per Chironio all'interno del torrente è attrezzato ad arte ed è ritenuto uno dei più interessanti del Nord Ovest dal punto di vista paesaggistico e naturalistico.
Nella frazione di Vernè sul ponte che attraversa il torrente poco prima di entrare nel torrente Orco è presente un cartellone informativo posizionato in occasione del raduno internazionale del 2015.
Si possono praticare altri diversi tipi di sport come l'escursionismo, pesca sportiva, ciaspole, sci di discesa e sci alpinismo, mountain bike, arrampicata, tennis e calcio (presso gli impianti comunali).
Il bacino del Piantonetto è il cuore di roccia del Gran Paradiso, le cime che lo circondano presentano pareti di varie esposizioni e altezze, alcune fino a 600 metri. La roccia è il caratteristico gneiss del gran Paradiso, ricco di regolari fessure e placche compatte, che ha da sempre costituito un forte richiamo per gli arrampicatori. Accanto a grandi vie classiche come la “Malvassora” al Becco Meridionale della Tribolazione (m 3360) e la “Mellano-Perego” al Becco di Valsoera (m 3212) ci sono vie più moderne di grande impegno, alcune aperte con l’uso del trapano; ci sono arrampicate brevi e ben attrezzate ma non mancano itinerari di ogni difficoltà. In località Bosco, prima di giungere alla "Villa", sulla destra della strada, esiste una falesia d'arrampicata che presenta circa quaranta vie tracciate.
Sul territorio è presente la riserva di pesca Gran Paradiso, aperta dall'ultima domenica di febbraio fino a novembre.